# Sierra del Cabezón de Oro
El Cabezón de Oro (en valenciano, Cabeçó d'Or) es una sierra situada en la provincia de Alicante (España) que recibe el nombre de su pico principal, el Cabezón de Oro.
Pertenece a los términos municipales de Jijona, Relleu, Busot y su cumbre principal pertenece al término municipal de Alicante formando un enclave denominado Cabeçó d'Or. La cima del pico se sitúa a 1209 metros sobre el nivel del mar, y en ella se encuentra un vértice geodésico.
A través de la misma transcurren varias rutas de senderismo de dificultades variadas.
Al suroeste se encuentran las Cuevas de Canelobre, y al sureste la localidad de Aguas de Busot y su antiguo balneario, actualmente en ruinas, que se surtía de aguas termales.

## Etimología
A pesar de lo que literalmente indicaría su nombre, "Cabezón de Oro", o de la antigua mina de oro que existiría en el lugar, el vocablo Oro no hace referencia al mineral del oro, sino al agua. De hecho, en época del Al-Ándalus los árabes mantuvieron el vocablo íbero "Ur" para denominar a esta sierra, que significa "Agua", ya que en su interior fluía agua (Cuevas de Canelobre).
Tras la conquista y repoblación cristiana, se transliteró fonéticamente (y no semánticamente) al valenciano "Or" y al castellano "Oro". Así, "Cabezón de Oro" vendría a significar algo parecido a "Cabezo de Aguas". 
Existe una leyenda popular local, probablemente de origen mudéjar, en la que se ridiculiza la inteligencia de los conquistadores cristianos porque creen que hay oro en el lugar, cuando en realidad es agua.

## Historia
La sierra del Cabezón de Oro fue de suma importancia al quedar como frontera internacional en 1244. En la cumbre se ubicó el mojón que dividía los reinos de Valencia y Castilla, con la raya trazada por el Tratado de Almizra, y por ende dos sistemas jurídicos diferentes.
Quedaban divididos los términos generales de las villas de Jijona (Reino de Valencia) y Busot (Reino de Castilla), quedando como poblaciones fronterizas y limítrofes entre sí. La raya fronteriza que marcaba la frontera de ambos reinos transcurría desde los hitos del Cabezón de Oro hasta Biar.
Gracias a la tesis doctoral del profesor Jorge Payá "Régimen jurídico de las aguas del río Verde-Monnegre (siglos XIII-XVIII)", se ha permitido conocer la carta del procurador general del reino de Murcia, Jaime Pérez de Aragón, fechada en 1297, en la que se describe por dónde transcurría la línea fronteriza acordada en el Tratado de Almizra y hasta qué punto la misma convertía sus inmediacciones en lo que hoy denominaríamos territorio transfronterizo. Según este documento, la frontera trazada en Almizra tenía el siguiente recorrido:

Primerament en la partida de Vilajoiosa a la mar diez millas al Carrisalejo, pegado a la mar, y del Carrisal a la Muela y de la Muela al Cantal del Spino, al cabo del barranco de la Alcantarola y del Cantal del Spino a Cabeçonsuelo, a la Penya forada del Cabeçon y Cabeçonsuelo al Vergeret y del Vergeret a los Guardos Viejos y de los Guardos Viejos a Monnegro y del Monnegro a Lalcubilla y de Lalcubilla al Ventoso sube al barranco arriba del Maymon y del Maymon a las vertientes de la sierra fasta la sierra, y de la sierra todas las vertientes de la Solana […].

Los mojones que dividían la frontera de los reinos se ubicaban en las cumbres más altas de las sierras que discurría, donde la evolución de los topónimos desde 1297 es singular: Monnegro hace referencia al Cabeç de Montnegre (515m), Lalcubilla hace referencia a La Escobella (693m), Ventoso es el Cabezo del Ventós (902m) y el Maymon es el Maigmó (1.296m).

## Clima
El clima del Cabezón de Oro es muy irregular la mayor parte del año. En los meses de primavera y verano suele rondar de máxima entre los 25 °C en primavera y los 35 °C en verano. Mientras tanto, en invierno las máximas no superan los 22 °C y las mínimas suelen rondar los 4 °C la mayor parte del tiempo, aunque con frecuencia bajan de los 0 °C.
Tiene un promedio de días de nieve (año 2007) de aproximadamente 6 días y con heladas frecuentes. Llueve en los meses de otoño e invierno, aunque en primavera también tiene días de lluvias recurrentes.

## Las cuevas de Canelobre
En su interior se hallan las Cuevas de Canelobre, que cuentan con una de las bóvedas más espectaculares de toda España, de unos 70 m. Además de su interés geológico y turístico, las cuevas han sido utilizadas en numerosas ocasiones para la realización de conciertos aprovechando su magnífica acústica.